# Det fysiske lag
Det fysiske lag er et af de syv lag i OSI-modellen.
Dette lag beskriver specifikationer for det fysiske medium (f.eks. hardwaren), som signaler bevæger sig igennem: Fiberkabel, radio, laser og den slags. 
| Telekommunikation | Spire Denne artikel om telekommunikation er en spire som bør udbygges. Du er velkommen til at hjælpe Wikipedia ved at udvide den. |